# 子供たちのことを考えろ

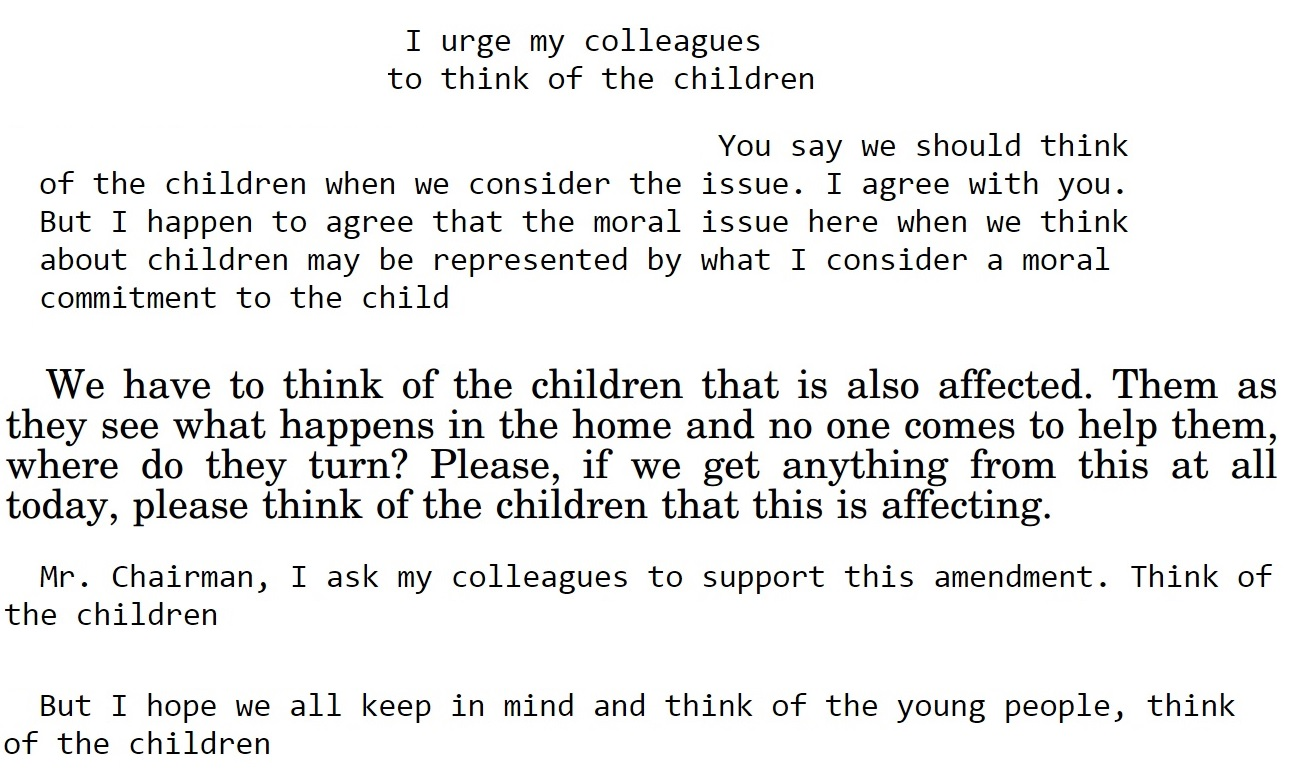
アメリカ合衆国議会で使われた「子供たちのことを考えろ」の例

子供たちのことを考えろ（英語: Think of the children）あるいは 子供たちのことはどうだ （英語: What about the children?）は、修辞的戦術として使われるようになったクリシェである。この言い回しは、児童労働の話題などで文字通りに使われる場合には子どもの権利のことを言うものだが、討論においては感情への訴えかけとして使われる同情論証であり、すなわち論理的誤謬である。
『Art, Argument, and Advocacy』（2002年）は、討論の中で「子供たちのことを考えろ」と訴えることは、理性の問題を感情の問題にすり替える行為だと主張している。倫理学者のJack Marshallは2005年、この慣用句がよく使われるのは、論理的な思考、なかんずくモラルをめぐる議論を阻害する効果があるためだと書いた。また、「子供たちのことを考えろ」は、検閲を支持する人々によって、子供たちを彼らが危険と考えるものから守る目的でも使われてきた。『Community, Space and Online Censorship』（2009年）は、子供をこのように幼児扱いし、保護してあげなくてはならない無垢なるものとみなすことは、「純粋さ」という概念への妄執が取る一つの形だと主張している。2011年の『Journal for Cultural Research』の記事は、この言い回しはモラル・パニックによって発達したものだと観察している。
『ザ・シンプソンズ』において定番化して以来、この言い回しはラブジョイの法則、「ヘレン・ラブジョイ抗弁」、「ヘレン・ラブジョイ症候群」、「子供たちのことを考えろイズム」と呼ばれてきた。

## 背景
社会学者Joel Bestが1993年に書いたところによると、19世紀末には子供の福祉への関心が高まりがあったという。工業化を経た社会では往々にして出生率が低下し、親は子供の数が減ったぶん、より注意を向けるようになったとBestは指摘している。彼によれば、当時の大人は幼少期を神聖なる発達期間と見なし、子供は測り知れないほど貴重で、可愛らしく、罪を知らないものと見なすようになっていった。1970年代から1980年代にかけては、大人は子供を潜在的な被害者と見なし、子供に対する脅威と思われるものを根絶しようとした、とBestは書いている。
1995年の論集『Children and the Politics of Culture』で、人類学者Vivienne Weeは、大人が子供に対してどのような認識を持っているか分析し、その認識が子どもの権利という理念の根拠となっていると論じた。Wee はこのモデルを「ヨーロッパ型パターン」と呼び、このパターンにおいては、子供たちは無防備で、けがれなく、よりどころとなる大人に保護してもらう必要がある者と見なされると書いている。Weeによると、この「ヨーロッパ型パターン」が、子供には国連憲章と児童の権利に関する条約による庇護が必要だという発想を生むに到ったという。

## 児童の権利擁護
「子供たちのことを考えろ」は、子どもの権利を擁護する文字通りの意味でも使われてきた。20世紀初期の用例としては、1914年に全米児童労働委員会が発行した、アメリカ合衆国における児童労働の水準を糾弾する文書などがある。1999年、アメリカ合衆国大統領ビル・クリントン（当時）は国際労働機関に対する演説でこの言い回しを使い、児童労働が大きく減った世界を想像してほしいと呼びかけた。「子供たちのことを考えてください、（中略）危険で、彼らを卑しめるような仕事に押しつぶされることなく、学び、遊び、生きるための、かけがえのない幼年期の時間を取り戻した姿を。」
21世紀に至っても、この言い回しはこうした文字通りの意味で使われることがある。一例として、北アイルランドにあるChildren's Law CentreのSara Boyceが、同地域の子供の法的権利を推進するためにこの言い回しを使っている。2008年の書籍『Child Labour in a Globalized World』は、債務による拘束が児童労働に果たす役割に注意を喚起するためにこの言い回しを使った。サフォーク大学法科大学院のSara Dillonは、2009年の著書『International Children's Rights』 において、「子供たちのことはどうだ（What about the children）」という言い回しを、児童労働に関する施策の現況に焦点を当てるために使った。Benjamin Powellは、著書『Out of Poverty: Sweatshops in the Global Economy』で同じ言い回しを違った風に使っており、児童労働がなかったがために飢餓に直面することになった子供もいると書いた。児童精神科医Bruce D. Perryは、2010年の人権についての書籍『Children's Rights and Human Development』において、若者のカウンセリングを行うときには発達段階に注意を払ったプロセスを取り入れるよう、臨床医に促すのに「子供たちのことを考えろ」という言い回しを使っている。

## 討論戦術

### 論理的誤謬
John MeanyとKate Shusterは、2002年の共著『Art, Argument, and Advocacy: Mastering Parliamentary Debate』の中で、この「子供たちのことを考えろ」という言い回しを討論で使うことは、一種の論理的誤謬であり、感情への訴えかけであるとしている。著者らによれば、討論での発言者が、聴衆の感情を揺さぶり、論理的な議論にならないようにするためにこの言い回しを使うことがあるという。著者らは次の様な例を示している。「この国家ミサイル防衛構想を批判する人もいるでしょう。ですが、誰も子供たちのことを考えてはくれないのでしょうか？」 。Meany と Shuster による評価と同様、Margie Borschkeも『Media International Australia incorporating Culture and Policy』誌の記事において、この様な使い方は修辞的戦術だと書いた。
倫理学者のJack Marshallは「子供たちのことを考えろ」を、返答のしようがない論点を持ち出すことによって議論を打ち切ろうとするために使われる戦術であると説明している。Jack Marshallによれば、この戦略は、理性による討論を阻止する効果的な手段だという。彼はこの使い方を、そもそも議論の焦点ではなかった対象に共感を誘導することで討論をうやむやにする、倫理にもとるやり口だとしている。Marshallは、たとえこの言い回しが善意に基づいて使われていたとしても、討論で両陣がこれを繰り返し使っていると、論理的な議論が成り立たなくなってしまうと書いている。彼は結論で、この言い回しは規則に従うことを倫理的葛藤に変えてしまう力を持っているとして、「子供たちのことを考えろ」を決定的な論拠にするのは避けるよう、社会に警告している。
マイケル・レーガンは、2015年に複数誌へ同時配給されたコラム『子供たちのことを考えろ』において、政治家がこの言い回しを使うことを批判した。レーガンは、 政治家が自分の支持する政策について語るときに、子供たちを道具にするのはやめるべきだと書いている。彼はこの戦術を、非論理的な論法であり、理性に基づく論争では分が悪いと感じた者が取る、自暴自棄の行動であるとした。レーガンは、この戦術がアメリカ合衆国において民主党にも共和党にも同様に使われてきたと指摘しつつ、これを「明白な政治的たわごと」と呼んだ。

### モラル・パニック
『Journal for Cultural Research』誌は2010年にDebra Ferredayの記事を掲載し、それは2011年の書籍『Hope and Feminist Theory』に再掲載された。Debra Ferredayによれば、メディアによる「誰か子供たちのことを考えてくれないのか！」という言い回しの使用は、モラル・パニックの風潮の中で広まったものだという。Ferredayは、この言い回しが使われることがあまりに多くなってきているので、やがて第二の「ゴドウィンの法則」になるかもしれないと示唆した。

### 検閲
Scotte Beattieは2009年の本『Community, Space and Online Censorship』で、「誰も子供たちのことを考えないのか？」という問いは、しばしば年少者が不適切な内容を見てしまう懸念から検閲の必要性を主張する者たちによって投げかけられてきたと書いている。Beattleは、若者たちがネットを介して性犯罪の被害にあうかもしれないという考えが、インターネットの規制を強化する根拠にされてきたが、この様に子供を幼児扱いすることは、「純粋さ」という概念への執着の一形態としての「無垢さ」という概念を想起させると主張している。
2011年、コリイ・ドクトロウは『Make:』誌に寄せた記事で、「誰か子供たちのことを考えてくれないのか」という言い回しは、「情報社会の終末を先駆ける4人の悪騎士（英語: Four Horsemen of the Infocalypse）」（違法コピー、テロリスト、組織犯罪、児童ポルノ）が若者を脅かすという言説の論拠として、非論理的な人々によって使われてきたとしている。ドクトロウによれば、この言い回しは根本的な問題についての議論を妨げ、論理的な分析を保留にさせるために使われてきたという。ドクトロウは、社会がコンピュータ利用を法的にどう取り扱うべきか模索していた時期に、この言い回しが頻繁に使われるのを観察した。

## 定番化

### 映画とテレビ

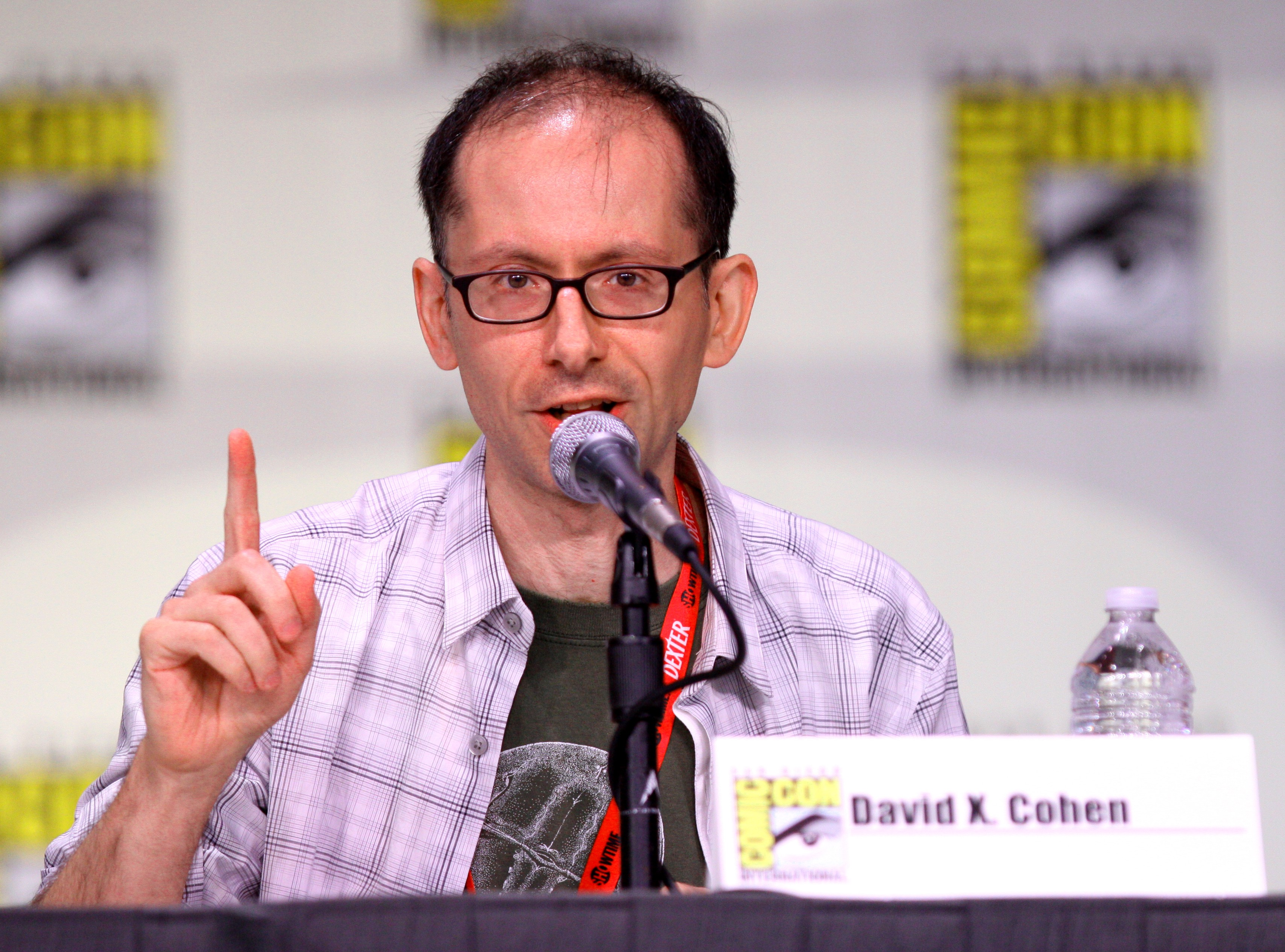
『ザ・シンプソンズ』1996年放映のエピソード「負けるなアープーここにあり!」で脚本を担当したデイヴィッド・X・コーエン。劇中でヘレン・ラブジョイが「子供たちのことを考えて」と訴える

Kathryn Laityによれば、この言い回しが使われ始めたのは、1964年のウォルト・ディズニーの映画『メリー・ポピンズ』中の台詞がきっかけかもしれないという。この映画の開幕シーンでは、バンクス夫人という登場人物が、仕事を辞めようとするナニーを引き止めようと、「子供たちのことを考えて！」と懇願する。。Laityは、討論におけるこの言い回しの使用は、ナニー・ステイト（過保護・過干渉な福祉国家の蔑称）に否定的な人に強い反感を覚えさせると書いており、アメリカ合衆国における（ピューリタニズムに由来する）保守主義と、性を広告に使おうとする欲求の間のコンフリクトを指摘している。
「子供たちのことを考えて」という言い回しが広まったのは、テレビアニメ『ザ・シンプソンズ』に登場するヘレン・ラブジョイというキャラクタ（ラブジョイ牧師の妻）によるところが大きい。ラブジョイ（1990年初登場）は、シリーズを通してたびたび「子供たちのことを考えて！」と叫ぶ。彼女が最初にこの言い回しを使うのは、1996年に放映されたデイヴィッド・X・コーエン脚本のエピソード「負けるなアープーここにあり!（英語: Much Apu About Nothing）」である。ラブジョイの訴えは、回を重ねるにつれ徐々に切迫した様子になっていく。
『ザ・シンプソンズ』の脚本家の一人であるビル・オークリーは、2005年のDVDに収録された解説で「負けるなアープーここにあり!」について語り、作品中で「子供たちのことを考えて」という台詞を使ったのは、討論におけるこの言い回しの使われ方が、無関係な話を持ち出して議論を脇道に逸らすものであることを浮き彫りにするためだったと明かしている。ラブジョイは、この言い回しの様々なバリエーションも使っている。例えば「ああ、誰か子供たちのことを考えてくれる人はいないの（Oh, won't somebody please think of the children）」や「子供たちのことはどうするの（What about the children）」などである。スプリングフィールドの住民たちが、何かの問題で意見が分かれたり、政治のことで言い争っていて、論理的な議論が行き詰まったところで、ラブジョイがこうした台詞を叫ぶというのが最もよくあるパターンである。こうしたラブジョイのコミカルな台詞は、公共の場での言説におけるこの言い回しの使われ方を風刺している。

### ラブジョイの法則
『ザ・シンプソンズ』によってよく知られる様になって以後、社会でこの言い回しを使うことはしばしば物笑いの種にされた。ジャーナリストのEdward Keenanは、『トロント・スター』誌に寄稿した記事において、議論の中でこの言い回しが使われることを「ラブジョイの法則」と呼んだ。アイルランドの日曜新聞『サンデー・インディペンデント』誌に寄稿した記事で、Carol Huntは、政治討論におけるこの慣用句の使用を「ヘレン・ラブジョイ抗弁」と呼び、これは「ヘレン・ラブジョイ症候群」としても知られていると書いた。彼女によると、この言い回しで「子供たち」というのは、問題の影響を受ける実在の子供たちのことではなく、架空の子供たちを指すことが多いという。
ジョージア州立大学『Law Review』に掲載された記事で、ミシガン州立大学法学部のCharles J. Ten Brink教授は、ヘレン・ラブジョイの決まり文句は巧みで効果的なパロディであると書いた。『キャンベラ・タイムズ』誌は、2009年にオーストラリア政府通信省がインターネット検閲を支持する根拠としてこの言い回しを使ったが、その使い方はヘレン・ラブジョイを想起させるものだったと報じている。